# 동춘 서커스단
동춘 서커스단은 1925년 일본인의 서커스단 직원이었던 동춘 박동수에 의해 창단된 대한민국 최초의 서커스단이며, 2007년 기준으로 대한민국 내에서의 유일한 서커스단이기도 하다. 2009년 11월 15일 계속되는 재정난과 서커스가 갈수록 인기를 잃고 사양화되자 청량리 공연을 마지막으로 활동을 중단할 예정이었다. 그러나, 이에 동춘서커스단을 살리자는 국민 여론이 형성되고 모금 운동이 벌어졌고, 2009년 12월 16일 문화관광부가 전문예술단체로 등록되어, 기부금을 공개 모금할 수 있는 지정 기부금 단체가 되며 다시 기사회생하게 되었다.
현재는 경기도 안산시 단원구 대부동 대부도에 자리를 잡고 이 곳을 기준으로 정기공연을 하고 있다.

## 역사
목포에서 결성된 동춘 서커스단은 1960년대에 최고의 인기를 누리며 배삼룡, 이주일, 허장강, 장항선, 서영춘, 남철, 남성남 등의 스타를 배출해내는 등용문 역할을 하기도 하였다. 그러나 1970년대 이후 미디어가 발달하면서 TV 드라마 등과의 경쟁력을 상실하여 서커스단의 인기가 하락했다. 현재는 대부분의 단원이 중국인들로 구성되어 있다.